# لا تور موبورغ (مترو باريس)
لا تور موبورغ (بالفرنسية: La Tour-Maubourg)‏ هي محطة مترو تابعة لمترو باريس تقع في فرنسا في الدائرة السابعة في باريس.[بحاجة لمصدر]

## التاريخ
افتتحت المحطة في 13 يوليو 1913 كجزء من القسم الأول من الخط من بوغرينيل (الآن شارل ميشيلز على الخط 10) إلى أوبرا.
كجزء من برنامج ”مترو + عتيق“ الذي تنفذه الهيئة المستقلة للنقل في باريس، تم تجديد وتحديث ممرات المحطة وإضاءة الأرصفة في 10 مارس 2006.
في عام 2019، استخدم المحطة 2,139,593 راكبًا، وتصنف المحطة رقم 236 من المحطات الأكثر ازدحامًا في شبكة المترو من بين 302 محطة.